# 彼得·金兹
彼得·金兹（捷克語：Petr Ginz，1928年2月1日—1944年9月28日），生于捷克斯洛伐克的布拉格，是捷克斯洛伐克的犹太血统的男孩，他在纳粹大屠杀期间被关进泰雷津集中营，后迁至并死于波兰奥斯维辛集中营，时年16岁。 

## 生平
他的父亲奥托·金兹（英語：Otto Ginz）是布拉格的纺织品出口公司经理，也是一位重要的世界语者，他的母亲是玛丽·金兹（英語：Marie Ginz）。他的父母是在世界语者大会上结识的。他的母亲来自Hradec Kralove，他的外祖父在那做乡村教师。圣诞节期间，包括在Jungamovo广场开古董店卖珍本书的祖父在内的亲戚常常去看小彼得。彼得很聪明，从8岁到14岁间他写了5本小说:《从布拉格到中国》、《阿勒泰山的男巫》、《地心之旅》、《一秒环球》、《史前来客》，现在除了最后一本，别的四本都亡佚了。这五本小说是模仿儒勒·凡尔纳的风格写的，附有他自己作的插图。彼得还对科学有兴趣，有很强的求知欲。受他父亲对世界语的热爱的影响，他也能流利地讲世界语。
根据纳粹德国反犹太法令，混血家庭的孩子14岁要被关进集中营。因此父親是犹太人的彼得在1942年10月被关进泰雷津集中营。

### 在集中營中
在集中营里他仍然保持着对科学和知识的饥渴。他常常在他能进入的满是被查抄书籍的图书馆读书。他当时住在集中营的L417楼1号房。他成为了集中营中最出色的几个人之一。他创建并准备出版他自己的期刊杂志Vedem，意为“我们引路”。他还编过世界语捷克语词典，和其他几部已经散佚的小说。他的一篇有意思的文章叫《集中营漫步》，在其中他写进了他对集中营的人、建筑、焚化室的评述。
他的兴趣爱好性格特点可以从他的残存书稿中看出，也有一些幸存的朋友的见证。他爱好文学、历史、绘画、地理、社会学，也喜欢科技领域。他的杂志Vedem每周五出版，坚持了两年。
进入泰雷津集中营不久他就建立了杂志Vedem，与他同住的几个男孩也参与了编辑。彼得担任总编，笔名nz和Akademie。在彼得搬到奥斯维辛前他把他大部分文章和画作给了他的姐妹，所以大多得以流传今日。他的那个姐妹是在1944年被关进泰雷津集中营，万幸她活了下来。
在搬出泰雷津前，彼得写过兩年的日记（1941-1942）。该日记写实，常与《安妮日记》並稱。此日记曾亡佚然而后来被发现，并由他的姐妹Eva（现在是Chava Pressburger）出版，标题为《我兄弟的日记》，该日记原文是捷克语，以捷克语、西班牙语、加泰罗尼亚语、世界语出版，2007年四月，他的日记以英文出版，标题为《彼得·金兹1941-1942日记》
他有一幅画描绘从月球上看地球，以色列宇航员伊蘭·拉蒙把这幅画的复制品带到了美国哥伦比亚号航天飞机上，2003年2月1日，飞船在重返大气层时崩毁了，连带画也毁了，那天本该是彼得的七十五岁生日。

## 遺產
彼得的画作和画作的奇特遭遇激起了其他艺术家的灵感，一个实例就是《彼得·金兹月面变奏曲》。
小行星50413以彼得·金兹的名字命名。